# روزهای خدا
روزهای خدا (days of god) نوشته جیمز بوکن کتابی است در رابطه با تاریخ و انقلاب ایران در دوران محمدرضا شاه پهلوی و جمهوری اسلامی و مروری بر فراز و نشیب‌های تاریخ سیاسی معاصر ایران؛ این کتاب در سال ۲۰۱۲ منتشر شده‌است.

## نویسنده
جیمز بوکن(james buchan) کتاب روزهای خدا(days of god) یا ایام‌الله، با عنوان فرعی «انقلاب در ایران و پیامدهای آن» را در ۴۸۲ صفحه و توسط انتشارات جان موری منتشر ساخته است. بوگن دو سفر به ایران در سال‌های ۱۹۷۴ و ۱۹۹۸ داشته‌است.

## محتوای کتاب
کتاب «روزهای خدا» تشکیل شده از دوازده فصل با عناوینی مانند: شیوه حکمرانی پهلوی؛ اقتصاد سیاسی ایران؛ دین در ایران؛ نیروهای مسلح در آستانه وقوع انقلاب؛ ظهر طولانی؛ آتش‌سوزی در سینما؛ و بخش خدا بزرگ است.
بوکن کتاب را اینگونه آغاز می‌کند که: «انقلاب ایران از آن دسته رخدادهایی بود که مسیر تاریخ در آن عوض می‌شود. سقوط حکومت پادشاهی ایران فقط نظم سیاسی در خاورمیانه را مختل نکرد بلکه نگاه تازه‌ای هم برای نظاره کردن امورات انسانی با دیدی معنوی وارد دنیای سیاست کرد.»
نویسنده از کنت دو گوبینو دیپلمات فرانسوی نقل می‌کند که در سال ۱۸۶۰ متذکر شده بود ایرانی‌ها از اصلاحات خوششان نمی‌آید اما با رخت بربستن مصلحان، اظهار تاسف و پشیمانی می‌کنند. بوکن معتقد است سیاست، جزو اصلی‌ترین دلمشغولی ایرانی‌ها است.
وی می‌گوید: "«پهلوی‌ها به نظر خود قهرمان استقلال ایرانیان بودند حال آنکه در باور عموم به قدرت‌های خارجی وابسته بودند.» به عقیده بوکن در این شرایط حکومت فکر می‌کرد روحانیون شیعه در روند مدرن سازی رام شده‌اند و متحدان آن‌ها یعنی اقتصاد سنتی و بازار تحت کنترل درآمده‌اند، اما در واقع آن‌ها بودند که غرور ملی را به نفع خود جلب کرده بودند."
اما جیمز بوکن بر اساس درونمایه‌های تاریخی و سیاسی، کتاب را به دو قسمت عمده تقسیم کرده است.
بوکن معتقد است که ایران با اینکه تحت استعمار مستقیم کشوری نبوده اما برکنار از مداخلات انگلیس، روسیه و آمریکا هم نبوده است. این مسئله بیشتر شرف و افتخار ایرانیان را آزرده تا عدم استقلالشان را.
به عقیده او علل جریحه‌دار شدن غرور ایرانیان ترکیبی از مسائل مختلف بود. نویسنده به این موارد اشاره دارد: نحوه فعالیت‌های شرکت نفتی بریتانیا؛ تهاجم روسیه و بریتانیا در سال ۱۹۴۱ و کودتای ۲۸ مرداد.
سر فصل اقتصاد سیاسی کتاب، با نقلی از سعدی آغاز می‌شود که ترجمه لفظ به لفظ آن چنین جمله‌ای می‌شود: بنیاد ظلم در جهان در آغاز بسیار محدود بود.
نویسنده معتقد است پس از کشف اولین حوزه نفتی در ۲۶ مه ۱۹۰۸ «ایران دیگر به درآمدِ محصولات کشاورزی در سرزمینی خشک متکی نبود... نفت ایران از تمدن بزرگ محمدرضا شاه پهلوی تا جمهوری ستیزه‌جوی روحانیون که تحت رهبری آیت‌الله خمینی به قدرت رسیدند، به بلندپروازیِ پروژه‌های خیالی میدان داد.» به همین دلیل، نفت بلایی بود در جامه عافیت.
بخش دوم سرگذشت انقلاب و پیامدهای آن را روایت می‌کند.
این بخش از تظاهرات خیابانی و اعتصابات سال‌های ۱۳۵۶ و ۵۷، خروج شاه و ورود آیت‌الله خمینی تا چگونگی شکل‌گیری قانون اساسی جدید شروع می‌شود با اعدام مخالفان و حذف رقبا توسط روحانیون، جنگ با عراق و درگذشت آیت‌الله خمینی ادامه می‌یابد و در پایان نگاه مختصری به اصلاحات و شکست آن و البته دوره احمدی‌نژاد دارد.

## نقد کتاب
- برخی تحلیل‌های مخالف واقع، زاویه دید گاه منفی به ایران، پاره‌ای آمارهای غلط و به دور از حقیقت، عدم یادکرد چندین واقعه مهم در اواخر عصر پهلوی و ابتدای انقلاب.

## متن کتاب
- http://www.goodreads.com/book/show/16130563-days-of-god